# Kamilla Jussufowna Gafursjanowa
Kamilla Jussufowna Gafursjanowa (russisch Камилла Юсуфовна Гафурзянова; * 18. Mai 1988 in Kasan) ist eine russische Florettfechterin.

## Erfolge
Kamilla Gafursjanowa wurde 2007 und 2008 mit der Junioren-Mannschaft Europameisterin, 2008 erfocht sie außerdem Bronze im Einzel.
2009 errang sie bei der Europameisterschaft in Plowdiw und bei der Weltmeisterschaft in Antalya Silber mit der Florett-Mannschaft.
2011 gewann sie bei den Junioreneuropameisterschaften in Kasan Bronze im Einzel.
2012 erfocht Gafursjanowa bei der Europameisterschaft in Legnano Silber im Einzel hinter ihrer Landsmännin Inna Deriglasowa und Bronze mit der Mannschaft. Bei den Olympischen Spielen 2012 in London holte sie mit der Mannschaft Silber hinter dem italienischen Team, im Einzel belegte sie den elften Platz.